# Margarete Freudenstadt
Margarete Freudenstadt (geb. in Leinstetten, heute Stadtteil von Dornhan) ist eine deutsche Fotografin.

## Leben und Werk
Margarete Freudenstadt wuchs im nördlichen Schwarzwald auf und lebt seit Mitte der 1980er Jahre in München.
Nach einer Assistenz bei Joseph Gallus Rittenberg ist sie seit 1987 als freischaffende Fotografin tätig. Mit ihren Fotos hält sie Zeitgeschichte fest, zum Beispiel im vom Hirmer-Verlag veröffentlichten Band „Cinemas“ mit Aufnahmen der DDR-Lichtspielhäuser und von Filmpalästen im sozialistischen Kuba.
Ihre Theaterfotografien und Portraits z. B. von Hans Lietzau wurden in Zeitschriften und Zeitungen wie der Süddeutschen Zeitung, sowie Büchern veröffentlicht.
Ihre Fotografien wurden unter anderem in Berlin, Hamburg und München ausgestellt. Die Ausstellung „Lichtspiele – Kinos in Ostdeutschland“ wurde zum Beispiel während der Berlinale und des Filmfests Hamburg sowie als weltweite Tourneeausstellung von 1995 bis 2001 an dreizehn Standorten des Goethe-Instituts gezeigt.
Teile ihres Werks sind dauerhaft im Arthouse Hotel in Basel zu sehen.

## Rezeption
Die Arbeiten des Bildbands und der begleitenden Ausstellung "Cinemas" wurden u. a. positiv in der Süddeutschen Zeitung und von Sendern des öffentlich-rechtlichen Rundfunks wie dem Deutschlandfunk oder 3sat besprochen.

## Publikationen
- Christoph Wagner: Cinemas: From Babylon Berlin to La Rampa Havana. Hirmer Verlag, München 2019, ISBN 978-3-7774-3458-2.

## Ausstellungen (Auswahl)

### Einzelausstellungen
- 1992–2001: Lichtspiele – Kinos in Ostdeutschland. Stadtmuseum München,[6] Goethe-Institute weltweit, Fotomuseum München[7]

### Gruppenausstellungen
- 1991: Das Werktor. Architektur der Grenze,[8] Hygiene-Museum, Dresden
- 1990: Portraits, Galerie im Scharfrichterhaus, Passau